# Bathygadus garretti
Bathygadus garretti és una espècie de peix de la família dels macrúrids i de l'ordre dels gadiformes.

## Morfologia
- Els mascles poden assolir 51 cm de llargària total.[1][2]

## Hàbitat
És un peix bentopelàgic i marí d'aigües subtropicals que viu entre 361-544 m de fondària.

## Distribució geogràfica
Es troba al sud del Japó i al nord-est de Taiwan.